# Tortricidae
I Tortricidi (Tortricidae Latreille, 1802) sono una famiglia di lepidotteri, comprendente 1071 generi e 10387 specie (al 23.12.2011). Rappresenta l'unica famiglia della superfamiglia Tortricoidea Latreille, 1802.
La postura tipica di riposo è con le ali piegate indietro producendo un profilo piuttosto arrotondato. Molti di questi sono parassiti e assumono rilevanza economica; tra questi ad esempio, la carpocapsa e la tortrice dell'abete rosso, che sono tra gli insetti più studiati del pianeta a causa del loro impatto agronomico.

## Descrizione
I Tortricidi sono una vasta famiglia di piccole farfalle con apertura alare che può oltrepassare i 20 mm; hanno ali anteriori caratteristicamente formate a trapezio, mentre quelle posteriori, più ampie, portano una corta frangia. Le larve si nutrono di varie parti delle piante (foglie, germogli, frutti, semi e anche parti ipogee) rodendole all'esterno oppure penetrando all'interno dell'organo colpito.
I Tortricidi raggruppano numerose specie particolarmente dannose all'agricoltura fra le quali ricordiamo:
- Argyrotaenia ljungiana (Thunberg) nota come Eulia dei fruttiferi e della Vite
- Archips sp. Hübner.
- Cydia pomonella (Linnaeus) (= Carpocapsa pomonella Linnaeus), Cidia o Carpocapsa, conosciuta come il comune verme delle mele.[2]